# Humleore
Humleore, beliggende Humleorevej 29 i Vigersted Sogn, tidligere Ringsted Herred, nuværende Ringsted Kommune, et et landsted og en tidligere skovejendom. Skoven er nu ejet af Christian William greve Ahlefeldt-Laurvig, som også ejer Dragerup og Munkholm skovene ved Eriksholm.
Oprindeligt tilhørte den Rosengård i Kværkeby, men i 1930 blev den købt af den danske gesandt N.P. Arnstedt, som i 1934 på fundamenterne at den gamle gård lod opføre et toetages landsted kaldet Humleorehus. Arkitekt var I. Hartmann-Petersen. Ejendommen var da på 1200 tønder land, omfattende frugtplantager, gartneri, orangeri og hønseri ud over skovene. I 1942 blev ejendommen moderniseret ved Palle Suenson. Parken var anlagt 1934-1945 efter tegninger af C.Th. Sørensen, der også tilføjede et væksthus til stedet
N.P. Arnstedts søn, Niels Arnstedt, var modstandsmand, og i faderens fraværelse blev huset anvendt til illegalt at huse modstandsfolk. Bl.a. var Gunnar Dyrberg på rekration på Humleore.
I 1980 overtog et barnebarn af N.P. Arnstedt ejendommen og rev den ene etage og en længe ned. Den resterende bygningskrop blev forsynet med stråtag. Væksthuset blev også revet ned. I 2005 skiftede Humleorehus atter ejer og drives i dag som selskabslokaler.